# Абдильдина, Раушан Жабайхановна
Раушан Жабайхановна Абдильди́на — казахстанский философ, специалист по науковедению. доктор философских наук, профессор, академик НАН РК (2017).

## Биография
Родилась 10 мая 1963 года. В 1985 году окончила философский факультет Казахского национального университета имени С. М. Кирова.
В 1985—1989 гг. — училась в аспирантуре Института философии Академии наук СССР.
В 1989 году — защитила диссертацию на соискание учёной степени кандидата философских наук на тему «Принцип деятельности в марксистской концепции человека». Научный руководитель — Лекторский Владислав Александрович.
В 2004 году защитила диссертацию на соискание учёной степени доктора философских наук на тему «Эволюция человека, его свободы и индивидуальности в контексте культурно-исторического процесса».
В течение нескольких десяток лет работала в отделе «Социальной философии» Института философии НАН РК, заведующей кафедрой философии и социологии ЕНУ им. Л. Н. Гумилёва, с 2016 года возглавляет кафедру социально-гуманитарных дисциплин Казахстанского филиала Московского государственного университета имени М. В. Ломоносова.
Входит в научный совет по науковедению Международной ассоциации академий наук.

## Семья
Отец — Абдильдин Жабайхан Мубаракович — академик.

## Сочинения[3]
- Человек в контексте культурно-исторического процесса. — Астана: ЕНУ им. Л.Н. Гумилёва, 2004. — 217 с. — ISBN 9965-718-34-2.
- Абдильдина Р.Ж., Абдильдин Ж.М. История философии. — Алматы: Асем-Систем, 2010. — 534 с. — ISBN 978-601-80014-2.
- Абдильдина Р.Ж., Абдильдин Ж.М. Философия и логика Гегеля. — Алматы: Словарь, 2011. — 190 с. — ISBN 9965-822-66-2.
- Абдильдина Р.Ж., Абдильдин Ж.М. Демократия. История, понятие и реальность. — Астана, 2012. — 550 с. — ISBN 9965-22-304-1.
- Абдильдин Ж.М., Абдильдина Р.Ж. Логика об универсальных формах и методах познания. — Астана: Фолиант, 2014. — 352 с. — ISBN 978-601-302-069-3.
- Абдильдин Ж.М., Абдильдина Р.Ж. Ч. Валиханов – великий учёный и мыслитель. — Астана: Фолиант, 2015. — 190 с. — ISBN 978-601-302-327-4.